# Anders Björk
Anders Björk (ur. 24 lutego 1977) – szwedzki snowboardzista. Nie startował na igrzyskach olimpijskich. Zajął 11. miejsce w halfpipe’ie na mistrzostwach w Berchtesgaden. Najlepsze wyniki w Pucharze Świata osiągnął w sezonie 1999/2000, kiedy to zajął 46. miejsce w klasyfikacji generalnej.
W 2000 r. zakończył karierę.

## Sukcesy

### Mistrzostwa Świata
| Miejsce | Dzień       | Rok  | Miejscowość   | Konkurencja | Zwycięzca   |
| ------- | ----------- | ---- | ------------- | ----------- | ----------- |
| 11.     | 16 stycznia | 1999 | Berchtesgaden | Halfpipe    | Ricky Bower |

### Puchar Świata

#### Miejsca w klasyfikacji generalnej
- 1997/1998 - 79.
- 1998/1999 - 54.
- 1999/2000 - 46.

#### Miejsca na podium
1. Tandådalen – 28 stycznia 2000 (Halfpipe) - 3. miejsce
2. Whistler – 12 grudnia 1999 (Halfpipe) - 2. miejsce